# Marcel de Jong (voetballer)
Marcel de Jong (Newmarket, 15 oktober 1986) is een Canadees voormalig voetballer die op basis van zijn afkomst ook de Nederlandse nationaliteit bezit. Hij speelde bij voorkeur als verdediger. De Jong debuteerde in 2007 in het Canadees voetbalelftal. Hij is de jongere broer van voormalig Europees kampioen taekwondo Ben de Jong.

## Clubcarrière
De Jong werd in 1996 opgenomen in de jeugdopleiding van PSV, dat hem scoutte bij De Valk. Nadat een doorbraak naar het eerste elftal van PSV uitbleef, werd hij in 2004 aangetrokken door Helmond Sport. Hiervoor speelde hij zijn eerste wedstrijden in het betaald voetbal in de Eerste divisie. Na twee seizoenen, vijftig wedstrijden en zes doelpunten voor Helmond Sport verkaste De Jong in 2006 naar Roda JC. Hier tekende hij een contract tot de zomer van 2010. Hij was de duurste speler die Helmond Sport ooit had verkocht, hij kostte rond de 250 duizend euro.
De Jong verruilde in mei 2010 Roda JC voor FC Augsburg, waar hij in juni 2014 zijn contract verlengde tot medio 2016. In januari 2015 namen de Duitse club en hij afscheid van elkaar nadat ze in onderling overleg zijn contract beëindigden. Begin maart tekende hij voor het seizoen 2015 bij Sporting Kansas City uit de MLS. Op 11 april 2015 maakte De Jong zijn debuut voor Kansas City in de competitiewedstrijd tegen Real Salt Lake (0–0). Op 1 maart 2016 liet hij zijn contract ontbinden om twee dagen later een contract voor het seizoen 2016 te tekenen bij Ottawa Fury FC dat uitkomt in de NASL.

## Interlandcarrière
De Jong was in 2005 met het Canadees voetbalelftal onder 20 actief op het wereldkampioenschap onder 20 in Nederland. Canada overleefde de groepsfase niet en werd laatste in groep E, achter Italië, Syrië en Colombia. De Jong maakte op 26 september 2007 bekend dat hij als international voor Canada uit wilde komen. Hij moest voor zijn 21ste definitief kiezen tussen Canada en Nederland. Zijn debuut in het Canadees voetbalelftal maakte De Jong op 20 november 2007 in een vriendschappelijke interland tegen Zuid-Afrika (2–0 verlies). In juli 2009 nam hij voor het eerst deel aan een interlandtoernooi, de CONCACAF Gold Cup 2009. Hij speelde mee in de drie groepswedstrijden en maakte in het derde groepsduel tegen Costa Rica (2–2) zijn eerste interlanddoelpunt. Bondscoach Benito Floro nam De Jong in juni 2015 op in de selectie voor de CONCACAF Gold Cup 2015, gehouden in de Verenigde Staten en Canada.

## Clubstatistieken
| seizoen | club                   | land             | competitie              | duels | goals |
| ------- | ---------------------- | ---------------- | ----------------------- | ----- | ----- |
| 2004/05 | Helmond Sport          | Nederland        | Eerste divisie          | 14    | 1     |
| 2005/06 | Helmond Sport          | Nederland        | Eerste divisie          | 36    | 5     |
| 2006/07 | Roda JC                | Nederland        | Eredivisie              | 27    | 0     |
| 2007/08 | Roda JC                | Nederland        | Eredivisie              | 25    | 0     |
| 2008/09 | Roda JC                | Nederland        | Eredivisie              | 32    | 1     |
| 2009/10 | Roda JC                | Nederland        | Eredivisie              | 32    | 2     |
| 2010/11 | FC Augsburg            | Duitsland        | 2. Bundesliga           | 27    | 3     |
| 2011/12 | FC Augsburg            | Duitsland        | Bundesliga              | 12    | 1     |
| 2012/13 | FC Augsburg            | Duitsland        | Bundesliga              | 20    | 1     |
| 2013/14 | FC Augsburg            | Duitsland        | Bundesliga              | 8     | 0     |
| 2014/15 | FC Augsburg            | Duitsland        | Bundesliga              | 1     | 0     |
| 2014/15 | Sporting Kansas City   | Verenigde Staten | Major League Soccer     | 13    | 1     |
| 2015/16 | Ottawa Fury FC         | Canada           | NASL                    | 6     | 2     |
| 2016/18 | Vancouver Whitecaps FC | Canada           | Major League Soccer     | 39    | 0     |
| 2019    | Pacific FC             | Canada           | Canadian Premier League | 2     | 0     |
| 2020    | Pacific FC             | Canada           | Canadian Premier League | 7     | 0     |
| Totaal  | Totaal                 | Totaal           | Totaal                  | 300   | 17    |